# Mubarak Wakaso
Pour les articles homonymes, voir Moubarak (homonymie).
Mubarak Wakaso (en arabe : مبارك واكاسو), né le 25 juillet 1990 à Tamale au Ghana, est un footballeur international ghanéen évoluant au poste de milieu de terrain.

## Biographie

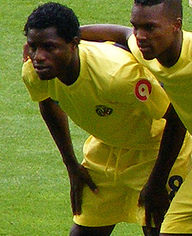
Wakaso Mubarak à Villarreal en 2011.

Mubarak Wakaso débute à l'Adelaide SC avant de rejoindre un des grands clubs ghanéens, l'Ashanti Gold SC à seulement 14 ans.
Repéré à la Coupe du monde des moins de 17 ans, il est recruté en juin 2008 par le club espagnol d'Elche CF qui évolue en Liga Adelante.
Il s'impose rapidement dans l'équipe espagnole, disputant seize matchs de championnat sa première saison et vingt-six la suivante.
Le 31 janvier 2011, il s'engage avec le Villarreal CF, club de Liga BBVA. Si à l'origine il est recruté pour jouer avec la réserve, il convainc rapidement l'entraîneur Juan Carlos Garrido de l'incorporer à l'équipe première.
Le 27 février 2011, il fait sa première apparition en équipe première contre le Racing de Santander (2-2) en remplacement de José Catalá.
Le 17 juillet 2017, Wakaso s'engage pour trois ans en faveur du Deportivo Alavés.

### Sélection nationale
Mubarak Wakaso participe à la Coupe du monde des moins de 17 ans de 2005, participant à deux matchs de poule face au Pérou (1-1) et à la Chine (1-1).
Il termine meilleur buteur de la coupe d'Afrique des nations de football 2013 avec quatre réalisations. Il partage ce titre avec Emmanuel Emenike, attaquant nigérian, vainqueur de la compétition.

## Palmarès
Celtic Glasgow
- Championnat d'Écosse : 2015

 Jiangsu Suning
- Champion de Chine 2020.

 Ghana
- 2013 : Co-meilleur buteur de la Coupe d'Afrique des nations (4 buts).

## Statistiques
| Saison                | Club                  | Championnat           | Championnat | Championnat | Coupe(s) nationale(s) | Coupe(s) nationale(s) | Compétition(s) continentale(s) | Compétition(s) continentale(s) | Compétition(s) continentale(s) | Ghana | Ghana | Total | Total |
| Saison                | Club                  | Division              | M.          | B.          | M.                    | B.                    | Comp.                          | M.                             | B.                             | M.    | B.    | M.    | B.    |
| 2008-2009             | Elche CF              | Liga Adelante         | 16          | 0           | -                     | -                     | -                              | -                              | -                              | -     | -     | 16    | 0     |
| 2009-2010             | Elche CF              | Liga Adelante         | 26          | 0           | -                     | -                     | -                              | -                              | -                              | -     | -     | 26    | 0     |
| 2010-2011             | Elche CF              | Liga Adelante         | 16          | 1           | 2                     | 1                     | -                              | -                              | -                              | -     | -     | 18    | 2     |
| 2010-2011             | Villarreal CF B       | Liga Adelante         | 5           | 1           | -                     | -                     | -                              | -                              | -                              | -     | -     | 5     | 1     |
| 2010-2011             | Villarreal CF         | Liga BBVA             | 11          | 0           | -                     | -                     | C3                             | 4                              | 0                              | -     | -     | 15    | 0     |
| 2011-2012             | Villarreal CF         | Liga BBVA             | 6           | 0           | -                     | -                     | C1                             | 4                              | 0                              | -     | -     | 10    | 0     |
| 2012-2013             | Espanyol de Barcelone | Liga BBVA             | 26          | 3           | 1                     | 0                     | -                              | -                              | -                              | 11    | 7     | 38    | 10    |
| 2013-2014             | Espanyol de Barcelone | Liga BBVA             | -           | -           | -                     | -                     | -                              | -                              | -                              | 1     | 0     | 1     | 0     |
| 2013-2014             | Rubin Kazan           | Premier-Liga          | 14          | 2           | -                     | -                     | C3                             | 4                              | 0                              | 8     | 0     | 26    | 2     |
| 2014-2015             | Rubin Kazan           | Premier-Liga          | 2           | 0           | -                     | -                     | -                              | -                              | -                              | -     | -     | 2     | 0     |
| 2014-2015             | Celtic Glasgow (prêt) | Premiership           | 5           | 0           | 1                     | 0                     | C3                             | 5                              | 1                              | 15    | 2     | 26    | 3     |
| 2015-2016             | UD Las Palmas (prêt)  | Liga BBVA             | 20          | 1           | 4                     | 1                     | -                              | -                              | -                              | 7     | 2     | 31    | 4     |
| 2016-2017             | Panathinaikos         | Super League          | 8           | 1           | 1                     | 0                     | C3                             | 7                              | 0                              | -     | -     | 16    | 1     |
| 2016-2017             | Grenade CF (prêt)     | Liga Santander        | 11          | 1           | -                     | -                     | -                              | -                              | -                              | -     | -     | 11    | 1     |
| 2017-2018             | Deportivo Alavés      | Liga Santander        | 21          | 0           | 3                     | 0                     | -                              | -                              | -                              | -     | -     | 24    | 0     |
| 2018-2019             | Deportivo Alavés      | Liga Santander        | 28          | 0           | -                     | -                     | -                              | -                              | -                              | -     | -     | 28    | 0     |
| Total sur la carrière | Total sur la carrière | Total sur la carrière | 215         | 10          | 12                    | 2                     | -                              | 24                             | 1                              | 41    | 11    | 292   | 24    |

### Buts internationaux
| Buts internationaux de Mubarak Wakaso | Buts internationaux de Mubarak Wakaso | Buts internationaux de Mubarak Wakaso                      | Buts internationaux de Mubarak Wakaso | Buts internationaux de Mubarak Wakaso | Buts internationaux de Mubarak Wakaso | Buts internationaux de Mubarak Wakaso           |
| 0                                     | Date                                  | Lieu                                                       | Adversaire                            | Score                                 | Résultats                             | Compétitions                                    |
| ------------------------------------- | ------------------------------------- | ---------------------------------------------------------- | ------------------------------------- | ------------------------------------- | ------------------------------------- | ----------------------------------------------- |
| 1                                     | 14 novembre 2012                      | Estádio do Restelo, Lisbonne, Portugal                     | Cap-Vert                              | 1-0                                   | 1-0                                   | Match amical                                    |
| 2                                     | 13 janvier 2013                       | Stade Sheikh Zayed, Abou Dabi, Émirats arabes unis         | Tunisie                               | 2-2                                   | 4-2                                   | Match amical                                    |
| 3                                     | 24 janvier 2013                       | Nelson Mandela Bay Stadium, Port Elizabeth, Afrique du Sud | Mali                                  | 1-0                                   | 1-0                                   | CAN 2013                                        |
| 4                                     | 2 février 2013                        | Nelson Mandela Bay Stadium, Port Elizabeth, Afrique du Sud | Cap-Vert                              | 1-0                                   | 2-0                                   | CAN 2013                                        |
| 5                                     | 2 février 2013                        | Nelson Mandela Bay Stadium, Port Elizabeth, Afrique du Sud | Cap-Vert                              | 2-0                                   | 2-0                                   | CAN 2013                                        |
| 6                                     | 6 février 2013                        | Mbombela Stadium, Nelspruit, Afrique du Sud                | Burkina Faso                          | 0-1                                   | 1-1                                   | CAN 2013                                        |
| 7                                     | 24 mars 2013                          | Baba Yara Stadium, Kumasi, Ghana                           | Soudan                                | 2-0                                   | 4-0                                   | Qualifications Coupe du monde 2014              |
| 8                                     | 19 novembre 2014                      | Tamale Stadium, Tamale, Ghana                              | Togo                                  | 2-0                                   | 3-1                                   | Qualifications Coupe d'Afrique des nations 2015 |
| 9                                     | 5 février 2015                        | Nuevo Estadio de Malabo, Malabo, Guinée équatoriale        | Guinée équatoriale                    | 2-0                                   | 3-0                                   | CAN 2015                                        |
| 10                                    | 5 septembre 2015                      | Stade Amahoro, Kigali, Rwanda                              | Rwanda                                | 1-0                                   | 3-0                                   | Qualifications Coupe d'Afrique des nations 2017 |
| 11                                    | 17 novembre 2015                      | Baba Yara Stadium, Kumasi, Ghana                           | Comores                               | 1-0                                   | 2-0                                   | Éliminatoires Coupe du monde 2018               |
| 12                                    | 11 octobre 2016                       | Stade Moses-Mabhida, Durban, Afrique du Sud                | Afrique du Sud                        | 1-0                                   | 1-1                                   | Match amical                                    |